# 護国戦争
護国戦争（ごこくせんそう、簡体字中国語: 护国战争、繁体字中国語: 護國戰爭、拼音: Hù guó zhànzhēng）は、1915年 - 1916年にかけて、中国で発生した内戦。民国革命の中では第三革命に当たる。
袁世凱が1915年12月に北京で帝政を宣言したことにより、南方の軍閥（雲南派）の唐継堯、蔡鍔、李烈鈞などが雲南省で独立を宣言し、あわせて袁世凱討伐の兵を起こした。袁世凱の軍隊は敗北し、南方のその他の地域でも独立を宣言することとなった。袁世凱は内外の圧迫により帝政を取り消し、数ヶ月後に病没した。

## 起因
1913年、国民党の宋教仁が暗殺されたことにより、第二革命が発生した。孫文などは武力で袁世凱打倒を図ったが失敗に終わり、孫文らは日本に亡命し、国民党は解散させられた。1915年8月、楊度(zh)が籌安会(zh）を結成し、帝政復活を図った。
袁世凱はアメリカ合衆国より、行政学者のF・J・グッドナウを招聘し、『共和與政制論』を発表し、中国に適合する政治体制を立憲君主制であるとした。梁啓超は「異哉所謂国体問題者」の一文を発表し、立憲君主制反対を発表した。10月、「国民代表大会」で国体投票が行われ、袁世凱を皇帝に擁立することが決定された。
12月、袁世凱は国号を中華民国から中華帝国に改称する証書を発表し、1915年12月12日、中華帝国皇帝として即位、合わせて民国5年（1916年）を中華帝国洪憲元年とし、洪憲皇帝あるいは、洪憲皇朝とした。

## 計画
一方、孫文の亡命とともに日本に活動の拠点を移していた中国革命党では孫文の指導に反対する内紛が発生しており、革命党の離脱した人々の一部が1914年8月に李根源・李烈鈞・章士釗らを中心として「欧事研究会」を結成していた。彼らは黄興を将来の指導者として想定していた。彼らは東京や上海などで袁世凱に反対する運動を行う一方で、袁世凱に失望して対立姿勢に転じた蔡鍔や梁啓超と黄興の間を取り持って袁世凱打倒に向けての協力体制構築が図られ、挙兵の場所としてかつての蔡鍔の活動拠点であった雲南省が選ばれた。
1915年夏以後、李烈鈞らによって挙兵の計画が進められた。蔡鍔が北京に招聘された後に雲南都督の地位に就いた唐継堯も蔡鍔が雲南都督に返り咲く野心を持っていないことを知ると挙兵への協力を表明し、12月に入ると、既に北京を脱出していた蔡鍔が日本・香港を経由して雲南入りし、また天津で袁世凱側の監視を受けていた梁啓超も上海に脱出して欧事研究会員の保護下に入った。更にペナンに亡命中であった岑春煊も上海に入り、雲南での挙兵直後の1916年1月には章士釗とともに日本を訪問して日本政府や軍部に協力を要請している。唐継堯と蔡鍔・李烈鈞は昆明の五華山にあった雲南都督府にて会談を開いて最終的な合意に達し、唐継堯は自分達の軍隊を「護国軍」と命名した。
ところが、この計画の間、孫文は全くの蚊帳の外に置かれていた。袁世凱打倒の計画から中国革命党は排除されておらず、実際に同党の党員も計画には参加していた。だが、孫文の手法や言動に反発して袂を分かって結成された「欧事研究会」が深く関与したこの挙兵に孫文が関与する余地はなかった。章士釗が東京の霊南坂の孫文邸を訪問した際に参加を熱望する孫文に対して、かつて清朝の高官であった岑春煊が翻意して革命に参加したにもかかわらず、孫文が彼を官僚だと罵った事件を指摘してそうした姿勢を改めない限り参加を認められないと暗に指摘したことが、後に書かれた章士釗の回顧録に記されている。

## 過程
前の雲南督軍の蔡鍔、雲南将軍の唐継堯は1915年12月25日、昆明市で雲南省の独立を宣言し、合わせて袁世凱討伐のための約2万人の護国軍（雲南護国軍）を組織し、蔡鍔、李烈鈞、唐継堯をそれぞれ、一、二、三軍総指令に任じ、唐は雲南都督を兼任した。
袁世凱は雲南省の反乱を鎮圧するために「征滇臨時軍務処」を設置し、自ら護国軍討伐の計画を指揮した。北洋軍を三方向に分け、雲南省への進攻、包囲する作戦が採用された。第一路（中路）は馬継曽が指令となり、3万余の軍勢を率い湖南省から貴州省に入り、第二路（北翼）は張敬堯が指令となり5万余の軍勢を率い四川省から雲南省に入り、第三路（南翼）は竜済光が指令となり、広東省から広西省に入り、雲南省へ攻め込むというルートであった。三方向からの軍勢の合計は10万人以上、曹錕が総指令となった。
北洋軍は四川省で蔡鍔に大敗した。1916年1月27日、貴州省の劉顕世が貴州省の独立を宣言し、3月15日には、広西省の陸栄廷が独立を宣言した。北京政権（北洋政府）の上層部の中からも袁世凱から離反するものがあらわれた。袁世凱は3月22日、帝政取り消しを迫られ大総統の位に戻った。だが、蔡鍔・梁啓超らはそれを認めず、袁世凱の行動は中華民国に対する裏切りであり大総統復帰を容認できないと主張して、袁世凱の皇帝即位に反対して実質上失脚状態にあった副総統黎元洪への大総統交替を求めて進軍を続けた。4月6日、広東省の竜済光が独立し、4月12日には浙江省が独立した。5月8日には独立した雲南省（滇）、貴州省（黔）、広西省（桂）、広東省（粤）が広東省にて、北洋政府に対抗する軍務院を成立させた。
ほどなく、陝西省の陳樹藩、四川省の陳宧、湖南省の湯薌銘が相次いで独立を宣言した。袁世凱は失意のうちに倒れ、6月6日に病没した。6月9日になって孫文（5月に上海に戻っていた）が中華民国臨時約法の復活を宣言すると、蔡鍔・梁啓超・黄興らもこれに同意し、同規定に基づいて副総統である黎元洪が中華民国臨時約法に基づいて大総統に就任すべきであると主張した。これは袁世凱の死後に大総統の地位に就いて政権を維持しようとする段祺瑞・馮国璋・徐世昌ら袁世凱派の幹部に対する牽制でもあった（黎元洪は6月7日に大総統に就任していたが、段祺瑞らはこれを袁世凱が定めた中華民国約法（「民国三年約法」・「袁記約法」）によるものとしていたため、同法の違法性を主張していた孫文らの反発を受けていた）。
6月29日、黎元洪大総統が中華民国臨時約法と国会の回復を宣言した。7月14日、唐継堯は軍務院の撤回と護国戦争の成功を通電、各省は相次いで独立を取り消した。

## 影響
護国戦争は、中華民国成立以後、南北分裂開始の端緒となった。袁世凱は本来、中華民国の総統として擁立されていたが、皇帝になりたいという野心から孤立した状態に陥った。南方各省の軍人は軍事力で北京政権に反抗したものの、中央を征服するほどの力もなかった。袁世凱死後、北洋政府は全国に号令ができる軍人が現れず、北洋政府系の北洋軍閥内で相争うようになった。
孫文は広州で護法運動を展開し、北京とは別の、広東軍臨時政府を樹立した。中華民国内の分裂は10年以上続き、北伐、蔣桂戦争、中原大戦などを経て、蔣介石が中華民国内で権力を獲得していくことになった。